# 玛丽亚·施赖弗
玛丽亚·奥因斯·施赖弗（英語：Maria Owings Shriver，/ˈʃraɪvər/；1955年11月6日—）是一位美国女演員、记者兼作家。她已接受了一个皮博迪奖，并作为NBC主持人在1988年夏季奥运会的报道中获得了艾美奖。作为执行制片人阿尔茨海默氏症的项目，施赖弗获得两次艾美奖和一个美国电视艺术与科学学院（Academy of Television Arts & Sciences）授予开发一个“电视节目有良知”奖（television show with a conscience）。她原来是加州演员然后兼加州州长阿诺德·施瓦辛格的妻子（加州第一夫人），但现在他们已離婚。她还是肯尼迪家族的一员。（她母亲尤妮斯·肯尼迪·施赖弗是约翰·F·肯尼迪、罗伯特·肯尼迪、爱德华·肯尼迪的妹妹）。

## 另请参阅
- 肯尼迪家族